# Dipsosaurus
Dipsosaurus – rodzaj jaszczurek z rodziny legwanowatych (Iguanidae).

## Zasięg występowania
Rodzaj obejmuje gatunki występujące w Stanach Zjednoczonych (południowo-wschodnia Kalifornia, południowa Nevada, zachodnia Arizona i południowo-zachodnie Utah) i Meksyku (Kalifornia Dolna, Kalifornia Dolna Południowa, zachodnia Sonora i północno-zachodnia Sinaloa).

## Systematyka

### Etymologia
Dipsosaurus: gr. διψα dipsa „pragnienie”; σαυρος sauros „jaszczurka”.

### Podział systematyczny
Do rodzaju należą następujące gatunki:
- Dipsosaurus catalinensis Van Denburgh, 1922
- Dipsosaurus dorsalis (Baird & Girard, 1852) – pustyniogwan